# Svante Sture

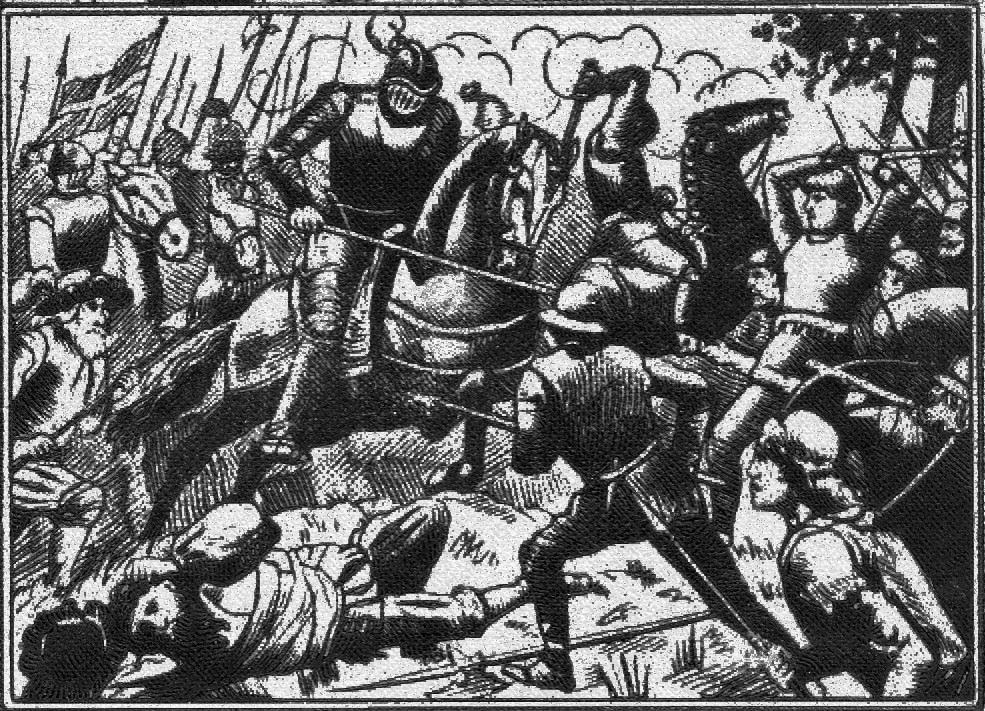
Svante Sture im Kampf gegen die Dänen (schwedische Darstellung von 1888)

Svante Sture (auch: Svante Nilsson, * um 1460; † 2. Januar 1512) war Reichsverweser von Schweden.
Svante Sture war ein Sohn des Niels Bosson Sture (1426–1494), Gefolgsmann von König Karl VIII. Bonde. Seine Mutter war Sigrid Bonde, eine Cousine von König Karl VIII. Niels Bosson stammte väterlicherseits aus der Familie Natt och Dag, nahm aber den Namen seiner Mutter aus der Familie Sture (mit der Spitze im Wappen) an, behielt jedoch das eigene Natt och Dag-Wappen. Die Linie wird als „die jüngeren Sture“ bezeichnet.
Svante Sture, der seit 1481 Mitglied des schwedischen Reichstages war, zeichnete sich im Russisch-Schwedischen Krieg (1495–1497) unter Sten Sture dem Älteren bei der Eroberung der Festung Iwangorod aus.
Gemeinsam mit Sten Sture betrieb er in den Jahren 1500/1501 den Aufstand des schwedischen Adels gegen den dänischen König Johann I. Nach Sten Stures Tod wurde er zum Reichsverweser gewählt und versah dieses Amt von 1504 bis 1512.
Seine Amtszeit war durch fortwährende Auseinandersetzungen mit Dänemark und dessen Ansprüchen auf den schwedischen Thron geprägt, nachdem Johann I. im Urteilsspruch von Kalmar 1505 die schwedische Krone zugesprochen bekommen hatte. Nachdem auch Kaiser Maximilian I. dieses Urteil bestätigt hatte, musste er im Frieden von Kopenhagen 1509 in eine Tributzahlung einwilligen.
Da sich Dänemark aber inzwischen mit der Hanse überworfen hatte, nutzte er dieses zu einem Bündnis mit Lübeck. Während des Dänisch-Lübischen Krieges kamen 1510 die Festungen Kalmar und Borgholm wieder in schwedische Hand.
Nach seinem Tod gelang es seinem erst 19-jährigen Sohn Sten Sture dem Jüngeren, die Wahl von Erik Trolle anzufechten und selbst Nachfolger seines Vaters zu werden.